# Polyscias schmidii
Polyscias schmidii är en araliaväxtart som beskrevs av Porter Prescott Lowry.
Polyscias schmidii ingår i släktet Polyscias och familjen araliaväxter. Inga underarter finns listade i Catalogue of Life.